# Chankom
Chankom é um município do estado do Iucatã, no México. Conta com uma extensão territorial de 137,9 km². A população do município calculada no censo 2005 era de 4.340 habitantes.